# Place de Clichy

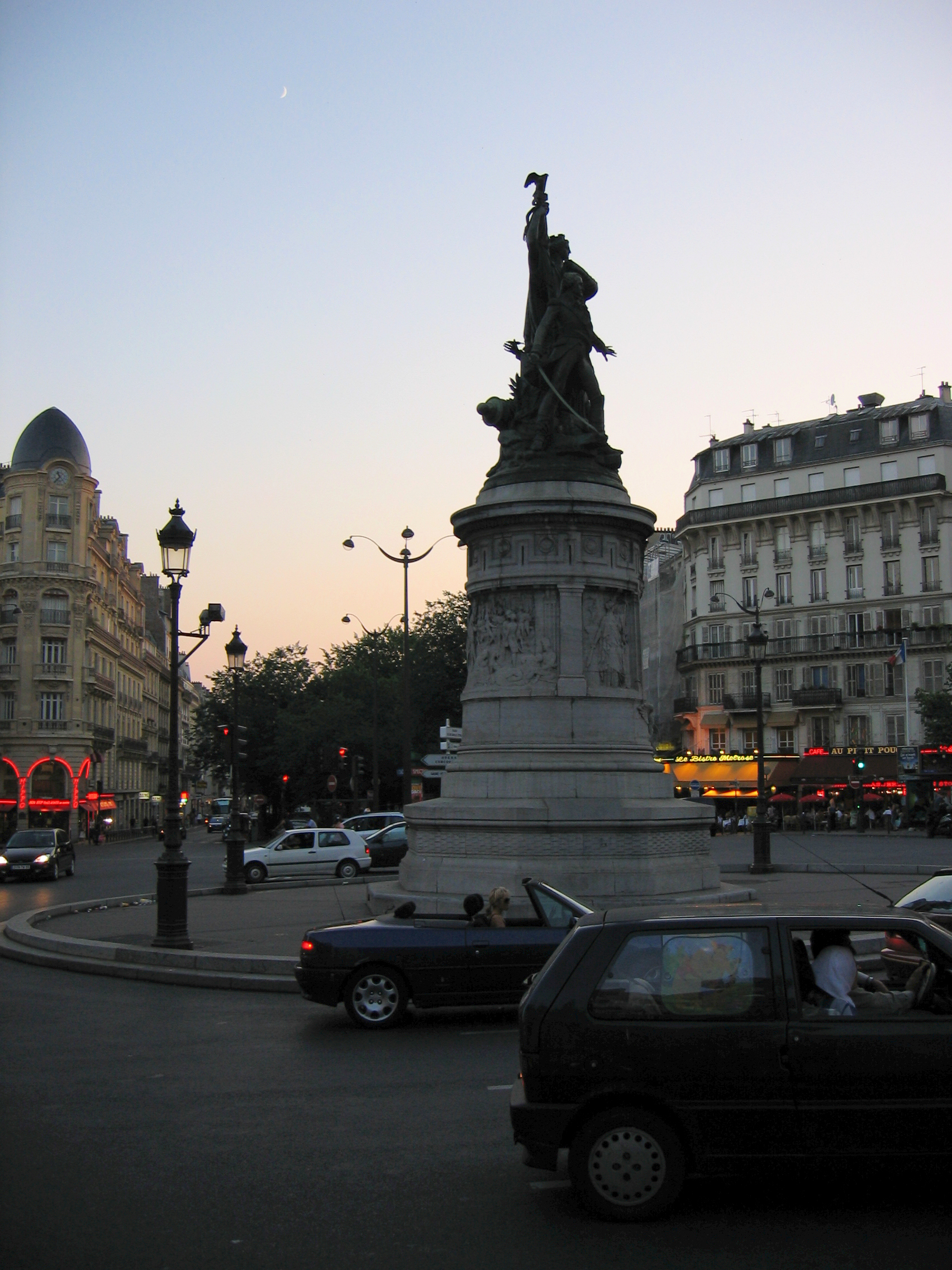
Schemering op de Place de Clichy

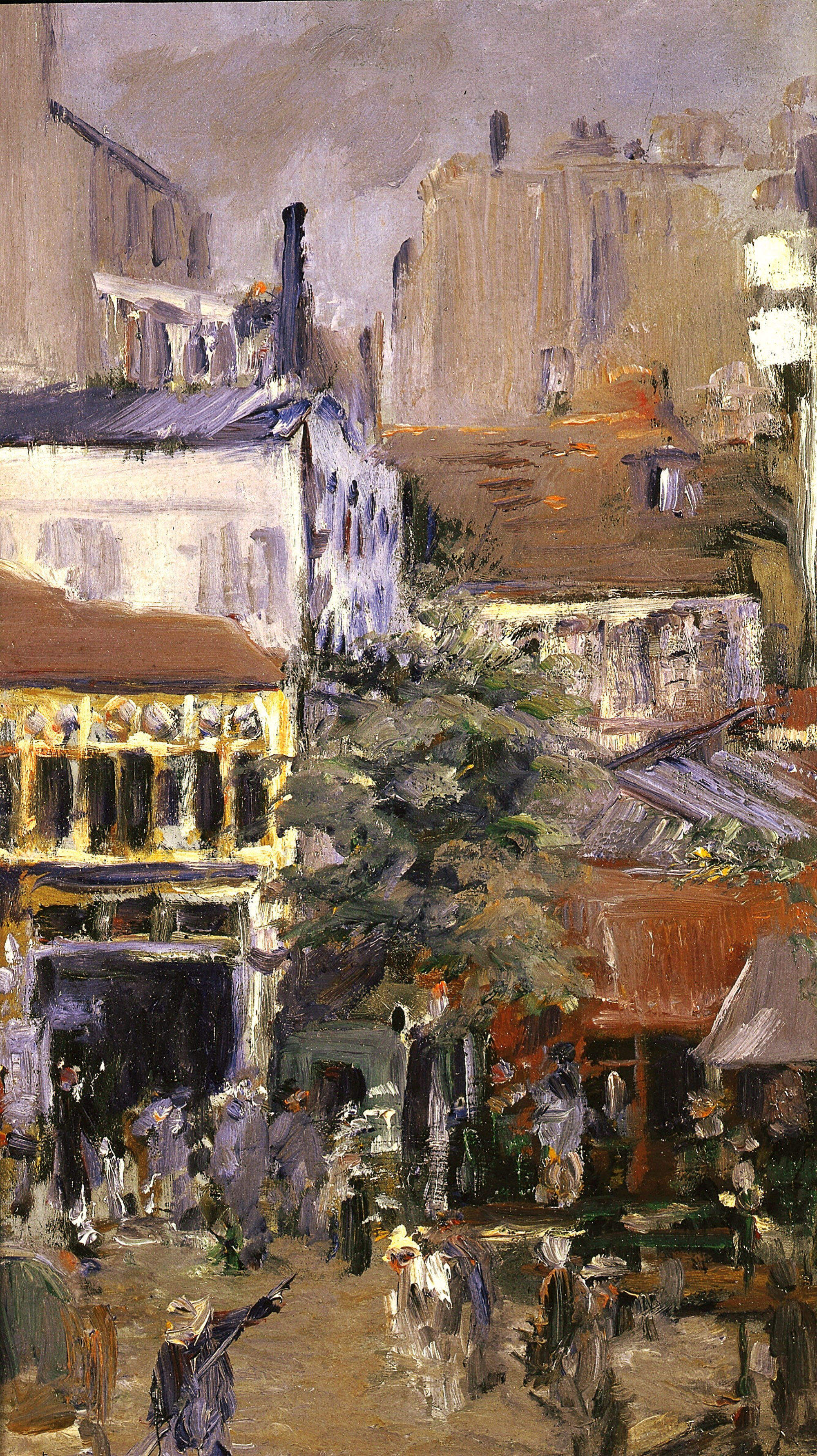
Place de Clichy, door Édouard Manet

De Place de Clichy is een plein in het noordwesten van Parijs. Het ligt aan de boulevards extérieurs, tussen de Boulevard des Batignolles en de Boulevard de Clichy, in een bekende uitgaansbuurt van Parijs. Ook de Avenue de Clichy, de Rue de Clichy en de Rue d'Amsterdam komen op het plein uit.
Op deze plaats verdedigde de Franse maarschalk Bon Adrien Jeannot de Moncey op 30 maart 1814 de vesting van Clichy tegen de Russen. De Franse Nationale Garde werd vanwege een gebrek aan soldaten bij deze gelegenheid aangevuld met onder meer invaliden, scholieren en andere burgers.
In het midden van het plein staat tegenwoordig het Monument van maarschalk Moncey, een zes meter hoge beeldengroep van brons, gemaakt door Doublemard, op een acht meter hoge sokkel met bas-reliëfs. Het beeld stelt Moncey voor die Parijs verdedigt.
Het plein is de grens tussen 4 arrondissementen: het 8e, 9e, 17e en 18e arrondissement raken elkaar hier. Het plein staat bekend vanwege zijn vele uitgaansgelegenheden en wordt gedomineerd door een massieve bioscoop van de firma Pathé. Bij het plein ligt het gelijknamig metrostation.
Place de la Bastille ·
Place de la Bataille-de-Stalingrad ·
Place Charles de Gaulle ·
Place du Châtelet ·
Place de Clichy ·
Place de la Concorde ·
Place Dauphine ·
Place Diana ·
Place du Dix-Huit Juin 1940 ·
Place de l'Europe - Simone Veil ·
Place de l'Hôtel-de-Ville - Esplanade de la Libération ·
Place d'Italie ·
Square Jean XXIII ·
Place de la Nation ·
Place de l'Opéra ·
Place du Palais-Royal ·
Place du Panthéon ·
Place du Parvis-Notre-Dame ·
Place Pigalle ·
Place de la République ·
Place Saint-Michel ·
Place de la Sorbonne ·
Place du Tertre ·
Place du Trocadéro ·
Place Vauban ·
Place Vendôme ·
Place des Victoires ·
Place des Vosges
- Virtual International Authority File: 2409150325524510090007